# 戚良宰
戚良宰（1612年—？年），號台衡，山東黃縣（今山東省龍口市）人。明末清初政治人物。

## 生平
崇禎九年（1636年）丙子科山東鄉試四十五名舉人。順治四年（1647年）丁亥科進士。順治六年（1649年）池州府推官。歷湖廣武昌道參議，陞福建按察使司副使、分巡福寧道。